# Jacques Mangers
Jacques Mangers, SM (ur. 18 marca 1889 r. w Stolzembourg, zm. 7 stycznia 1972 r. w Oslo) – luksemburski duchowny katolicki, marysta, wikariusz apostolski Norwegii w latach 1932–1953, biskup Oslo w latach 1953–1964.

## Życiorys
Szkołę średnią ukończył w Differt w Belgii, gdzie wstąpił do zakonu Marystów. Następnie studiował filozofię w Paryżu i teologię w Rzymie. W 1920 r. otrzymał stopień doktora na uniwersytecie w Grazu. W tym samym roku, 3 kwietnia otrzymał w Rzymie święcenia kapłańskie. od 1925 r. podjął pracę duszpasterską w Norwegii, początkowo jako wikary parafii św. Pawła w Bergen. Po erygowaniu parafii św. Józefa w Haugesund został jej pierwszym proboszczem (1926). W 1931 r. został przeniesiony do Stavanger.  
W 1932 r. papież Pius XI mianował go na wikariusza apostolskiego w Oslo. Równocześnie otrzymał nominację na biskupa ze stolicą tytularną w Selii. Jego konsekracja miała miejsce 24 sierpnia w katedrze luksemburskiej. W 1953 r. wikariat został przekształcony w pełnoprawną diecezję, której został pierwszym ordynariuszem. Było to bardzo wielkie wydarzenie w dziejach Kościoła katolickiego w Norwegii, gdyż od czasów reformacji w XVI w. nie było w tym kraju żadnej diecezji katolickiej.
25 listopada 1964 r. w związku z osiągnięciem wieku emerytalnego zrezygnował z rządów diecezją, a papież Paweł VI nadał mu tytularne biskupstwo w Afufenii. Zmarł 7 stycznia 1972 r.